# Мухин, Игорь Генрихович
Игорь Генрихович Мухин (17 февраля 1953 — 27 ноября 1990) — советский хоккеист, защитник, нападающий.

## Биография
Воспитанник воскресенского «Химика», в высшей лиге за команду провёл два гостевых матча в январе 1972 года. 18 числа дебютировал в игре с «Крыльями Советов» (7:1), 22 числа в матче против «Торпедо» Горький (4:3) забил победную шайбу. Выступал за команду класса «Б» «Сатурн» Раменское (1971/72 — 1972/73), клуб первой лиги СКА МВО Калинин (1973/74). 13 сезонов (1974/75 — 1986/87) отыграл во второй лиге за «Станкостроитель» Рязань.
Серебряный призёр чемпионата Европы среди юниорских команд 1972 года.